# SH002
SOLAR PHONE SH002（そーらー ふぉん えすえいちぜろぜろにい）は、シャープが日本国内向けに開発した、auブランドを展開するKDDIおよび沖縄セルラー電話のCDMA 1X WIN対応携帯電話である。

## 特徴
世界で初めてのソーラーパネルを実用目的で搭載した防水携帯電話である。充電時間10分で1分間の通話あるいは2時間の待ち受けが可能となっている。SH002に搭載されているソーラーパネルは電卓に搭載されているものではなく、住宅の屋根に設置されている太陽光発電用のパネルを使用しているため蛍光灯程度の光では充電することは出来ない。
なお、ソーラーパネルを搭載しているため、永久待受も事実上は可能である上、地震などで被災し停電している地域では大きな効果を発揮するとして期待されている。
カメラ機能においては、docomo SH-08A、SoftBank 936SHはCCD800万画素であるが、SH002はCMOS520万画素でSH-08A、936SHより劣っている。
この機種は2009年の夏モデルとして発売されたが、2010年春モデルのラインナップに含まれた。

## 不具合
- 2009年7月28日に次のような不具合によりケータイアップデートが実施されている。
  - SSLサイトで大きなファイルをアップロードすると時々接続が切断される場合がある。
  - 電池残量レベルが正しく表示されない場合がある。

## 沿革
- 2009年（平成21年）5月25日 - KDDI、およびシャープより公式発表。
- 2009年6月4日 - 北陸・関西・四国・九州・沖縄地区にて発売。
- 2009年6月5日 - 上記以外の残りの地区にて発売。
- 2010年（平成22年）2月5日 - 新色としてシャイニーピンクが追加。全国にて一斉発売。
- 2010年8月 - 販売終了。
- 2012年（平成24年）7月22日 - L800MHz帯（旧800MHz帯・CDMA Bandclass 3）エリアによる各種サービスの停波によりそれ以降はN800MHz帯（新800MHz帯・CDMA Bandclass 0 Subclass 2）エリアおよび2GHz帯（CDMA Bandclass 6）エリアの各種サービスで利用する事となる（予定）。

## 主な機能・サービス
- テレビ電話

| 主な機能・対応サービス                                                                                                | 主な機能・対応サービス                  | 主な機能・対応サービス                                                           | 主な機能・対応サービス   |
| --- | --------------------------------------- | -------------------------------------------------------------------------------- | ------------------------ |
| au LISTEN MOBILE SERVICE (EZ「着うたフル」) (EZ「着うたフルプラス」) (LISMOビデオクリップ) (LISMO Video) (LISMO Book) | EZケータイアレンジ                      | バーコードリーダー&メーカー                                                      | PCサイトビューアー       |
| au BOX | ワイヤレスミュージック                  | au Smart Sports Run & Walk Karada Manager ゴルフ フイットネス カロリーカウンター | EZナビウォーク           |
| EZ助手席ナビ | 安心ナビ                                | 災害時ナビ                                                                       | ナカチェン               |
| EZアプリ FullGame! Bluetooth対戦                                                                                      | EZアプリ(BREW)                          | オープンアプリプレイヤー                                                         | PCドキュメントビューアー |
| アレンジメニュー | au oneガジェット マルチプレイウィンドウ | じぶん銀行アプリ                                                                 | EZ FM                    |
| EZチャンネル EZチャンネルプラス EZニュースフラッシュ EZニュースEX （Web版のみ対応）                                   | Bluetooth                               | Touch Message                                                                    | EZFeliCa                 |
| ケータイ de PCメール                                                                                                  | デコレーションメール                    | デコレーションアニメ                                                             | au one メール            |
| 緊急通報位置通知 | ワンセグ                                | グローバルパスポート (CDMA・GSM)                                                 | 赤外線通信 (irSimple)    |